# Петровче
Петровче (словен. Petrovče) — поселення в общині Жалець, Савинський регіон, Словенія. 
Висота над рівнем моря: 248 м.